# Abécédaire malveillant
L'Abécédaire malveillant est un recueil d'aphorismes de l'écrivain français Tony Duvert (1945-2008) paru en 1989 aux Éditions de Minuit.

## Histoire

### Contenu
L'ouvrage prend la forme d'un carnet où Tony Duvert note, en fonction de termes classés par ordre alphabétique, ses remarques, ses opinions et ses idées sur la société. Démesurément pessimiste, il y laisse entrevoir son désespoir quant à la nature humaine qu'il n'hésite pas à critiquer sévèrement,.

### Accueil
Mitigée, la réception de l'ouvrage est à la fois l'occasion de critiques élogieuses et de commentaires acerbes sur les obsessions de Duvert,, certains y voyant un formidable retour de l'écrivain sur la scène littéraire après plusieurs années d'absence, tandis que d'autres, déplorant son absence d'originalité, y voient surtout le cri d'un soixante-huitard aux rengaines obsolètes. De fait, l'Abécédaire malveillant sera son ultime publication avant qu'il ne s'enferme dans le silence et, criblé de dettes, prenne finalement le chemin de Thoré-la-Rochette où il mourra dans la solitude en juillet 2008.